# Drauz-Werke
Die Drauz-Werke waren ein im Jahr 1900 gegründeter deutscher Stellmacherbetrieb und Hersteller von Karosserien mit Sitz in Heilbronn. Die Firma wurde 1965 von den NSU Motorenwerken aufgekauft und besteht nach mehreren geschäftlichen Veränderungen heute als ThyssenKrupp System Engineering innerhalb des ThyssenKrupp-Konzerns fort. Gustav Drauz und die Drauz-Werke sind Gegenstand der Ausstellung im Haus der Stadtgeschichte in Heilbronn.

## Unternehmensgeschichte

### Ursprünge

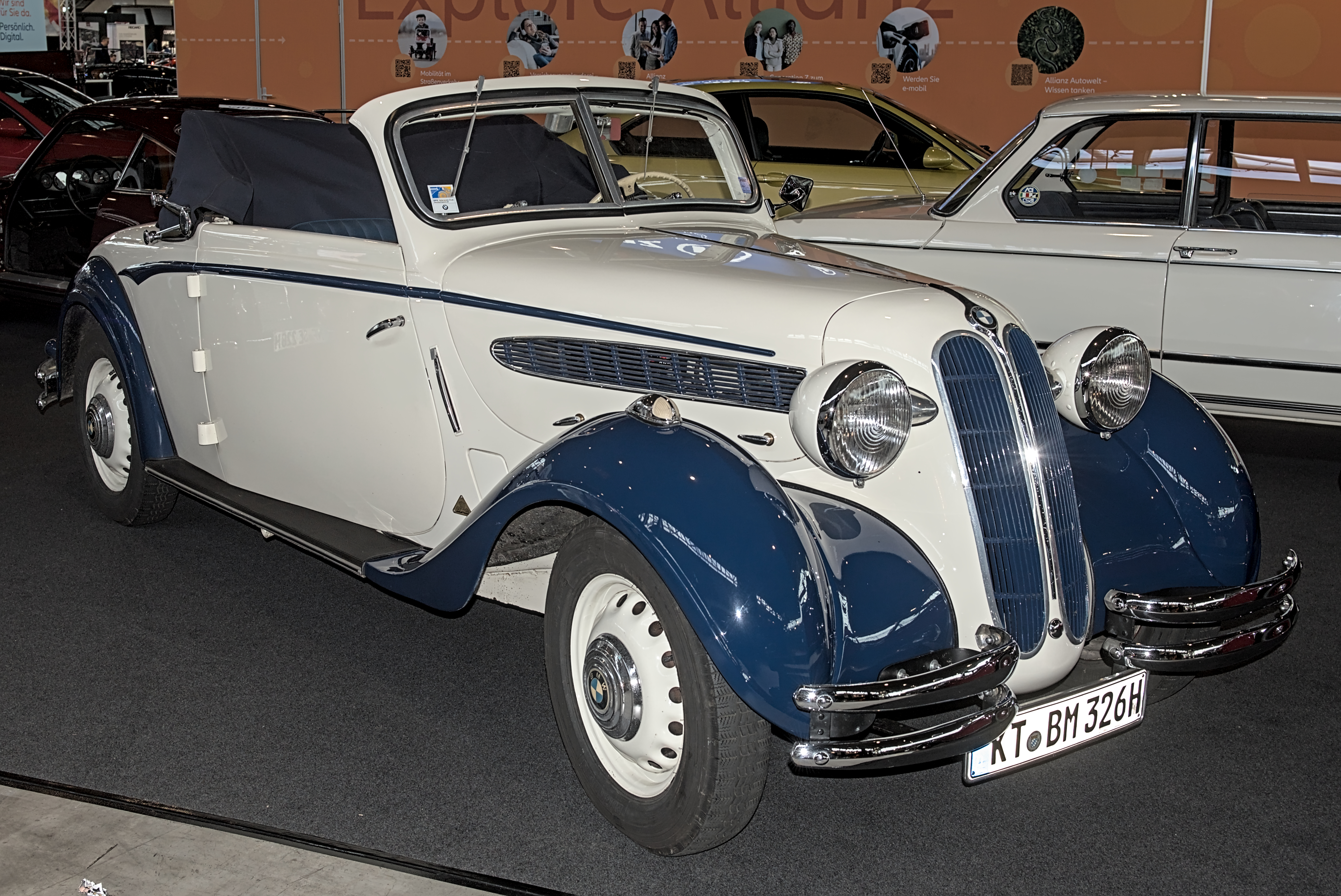
BMW 326 Drauz Cabriolet auf den Retro Classics 2025

Der von Gustav Drauz (* 7. Oktober 1872, † 28. April 1951 in Heilbronn) im Jahr 1900 gegründete Betrieb fertigte zunächst Kutschen an. Die ersten Aufträge für Pkw-Karosserien kamen von NSU, andere Automobilhersteller folgten. Kurz vor dem Ersten Weltkrieg hatte das Unternehmen schon 200 Beschäftigte.
Im Ersten Weltkrieg wurden Krankenwagen und Feldküchen gebaut. Nach dem Krieg spezialisierte sich die Firma auf Cabriolets und wuchs weiter. 1925 trat Walter Drauz (1902–1972) ins Unternehmen ein. Neben NSU waren Adler und FIAT weitere Kunden. Neben den Seriencabriolets wurden auch Einzelanfertigungen hergestellt. Ab 1929 war Ford Hauptabnehmer der Karosserien. 1930 wurde die Karosserie Alexis Kellner GmbH als Vertriebsgesellschaft in Heilbronn gegründet, in Köln und Berlin entstanden 1932 eigene Niederlassungen.
Ab 1933 wurden Ganzstahl-Cabriolets und Lkw-Führerhäuser am Fließband gefertigt. Die Einzelanfertigungen wurden im 1930 angekauften Schebera-Karosseriewerk durchgeführt. 1937 nahm man die Fertigung von Omnibussen und Anhängern auf, es entstanden Aufbauten auf Fahrgestellen anderer Hersteller, z. B. von Magirus-Deutz. Ende 1944 wurden die Werksanlagen bei einem Fliegerangriff vollständig zerstört.

### Entwicklung nach dem Zweiten Weltkrieg

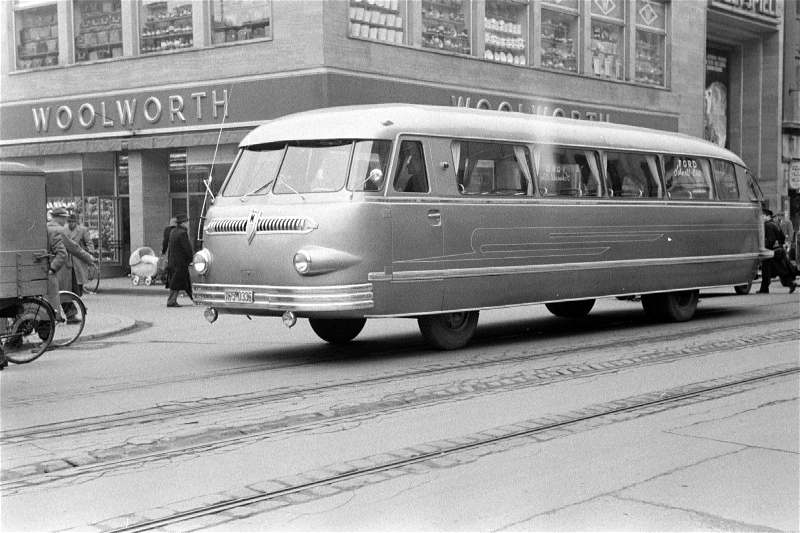
Ford-Focke-Omnibus am 22. Februar 1952 in der Georgstraße von Hannover;
Foto: Gerhard Dierssen, Bildarchiv der Region Hannover

Unmittelbar nach Ende des Zweiten Weltkrieges bauten die Drauz-Werke Handwagen aus Holz, ab 1947 wurden wieder Aufbauten auf Busfahrgestellen verschiedener Hersteller gefertigt, zum Beispiel Büssing und Henschel und unter anderem auch O-Busse für Argentinien auf Henschel-Chassis mit elektrischer Ausrüstung von Kiepe. Nach Ideen des Flugzeugingenieurs Henrich Focke baute die Drauz KG 1951 mit Ford-Technik den ersten selbsttragenden Omnibus Deutschlands, noch vor Kässbohrer mit dem Setra-Bus.
In den 1950er Jahren folgten weitere selbsttragende Reisebusse (zum Beispiel DR 43) mit Ford Zweitakt-Dieselmotor, unter anderem wurde der neue Reisebustyp Clubbus mit dem DR 25 begründet. Statt der problematischen Ford-Zweitakt-Motoren erhielten neue Busse später Viertakt-Dieselmotoren von Henschel.
Die alten (NSU, Ford) und neuen Kunden (Porsche und DKW) orderten noch mehr Karosserien als vor dem Krieg. Es entstanden Karosserien für Fahrzeuge wie den Ford FK 1000 und den Porsche 356 Convertible D (3514 Stück von 1958 bis 1961). 700 Mitarbeiter bauten in zwölf Jahren 250.000 Einheiten.

### Nachfolgeunternehmen
1965 kauften die NSU Motorenwerke die Karosseriefertigung der Drauz-Werke auf. Drauz konzentrierte sich danach auf den Werkzeugbau und Anlagenbau, Hauptkunden waren vorrangig die in der Nähe zum Standort Heilbronn ansässigen Automobilhersteller wie Audi, Porsche und Daimler-Benz. Durch Verkauf, Fusion und diverse konzerninterne Umstrukturierungsmaßnahmen erfolgte die Umbenennung in Krupp Drauz und anschließend nach ThyssenKrupp Drauz. Zurzeit lautet die Firma ThyssenKrupp System Engineering.